# Посёлок дорожно-эксплуатационного участка
Дорожно-эксплуатационного участка — посёлок сельского типа в Можайском районе Московской области, в составе Сельского поселения Борисовское. Численность постоянного населения по Всероссийской переписи 2010 года — 72 человека. До 2006 года посёлок входил в состав Ямского сельского округа.
Посёлок расположен в центральной части района, примерно в 4 км к югу от Можайска, на 108 км, у северной стороны автотрассы М1 Беларусь, высота центра над уровнем моря 247 м. На картах отображается как отдельная часть Язёво, почти в 1 км северо-восточнее.